# Mareuil-Caubert
Mareuil-Caubert és un municipi francès situat al departament del Somme i a la regió dels Alts de França. L'any 2007 tenia 913 habitants.

## Demografia

### Població
El 2007 la població de fet de Mareuil-Caubert era de 913 persones. Hi havia 356 famílies de les quals 82 eren unipersonals (33 homes vivint sols i 49 dones vivint soles), 131 parelles sense fills, 114 parelles amb fills i 29 famílies monoparentals amb fills.
La població ha evolucionat segons el següent gràfic:
Habitants censats

### Habitatges
El 2007 hi havia 410 habitatges, 355 eren l'habitatge principal de la família, 30 eren segones residències i 25 estaven desocupats. 404 eren cases i 2 eren apartaments. Dels 355 habitatges principals, 308 estaven ocupats pels seus propietaris, 36 estaven llogats i ocupats pels llogaters i 11 estaven cedits a títol gratuït; 1 tenia una cambra, 11 en tenien dues, 39 en tenien tres, 109 en tenien quatre i 195 en tenien cinc o més. 263 habitatges disposaven pel capbaix d'una plaça de pàrquing. A 156 habitatges hi havia un automòbil i a 162 n'hi havia dos o més.

### Piràmide de població
La piràmide de població per edats i sexe el 2009 era:
| Homes | Edats   | Dones |
| ----- | ------- | ----- |
| 0     | 95 o +  | 0     |
| 0     | 90 a 94 | 5     |
| 5     | 85 a 89 | 13    |
| 5     | 80 a 84 | 6     |
| 13    | 75 a 79 | 11    |
| 24    | 70 a 74 | 22    |
| 20    | 65 a 69 | 22    |
| 17    | 60 a 64 | 27    |
| 24    | 55 a 59 | 35    |
| 47    | 50 a 54 | 50    |
| 41    | 45 a 49 | 23    |
| 30    | 40 a 44 | 41    |
| 39    | 35 a 39 | 39    |
| 28    | 30 a 34 | 31    |
| 21    | 25 a 29 | 17    |
| 24    | 20 a 24 | 16    |
| 34    | 15 a 19 | 24    |
| 40    | 10 a 14 | 36    |
| 18    | 5 a 9   | 29    |
| 30    | 0 a 4   | 16    |

## Economia
El 2007 la població en edat de treballar era de 597 persones, 390 eren actives i 207 eren inactives. De les 390 persones actives 353 estaven ocupades (196 homes i 157 dones) i 37 estaven aturades (19 homes i 18 dones). De les 207 persones inactives 69 estaven jubilades, 66 estaven estudiant i 72 estaven classificades com a «altres inactius».

### Ingressos
El 2009 a Mareuil-Caubert hi havia 354 unitats fiscals que integraven 914,5 persones, la mediana anual d'ingressos fiscals per persona era de 16.477 €.

### Activitats econòmiques
Dels 37 establiments que hi havia el 2007, 1 era d'una empresa alimentària, 7 d'empreses de construcció, 20 d'empreses de comerç i reparació d'automòbils, 1 d'una empresa de transport, 2 d'empreses d'hostatgeria i restauració, 1 d'una empresa financera, 1 d'una empresa immobiliària, 2 d'entitats de l'administració pública i 2 d'empreses classificades com a «altres activitats de serveis».
Dels 10 establiments de servei als particulars que hi havia el 2009, 1 era un taller de reparació d'automòbils i de material agrícola, 2 guixaires pintors, 1 fusteria, 4 lampisteries, 1 restaurant i 1 agència immobiliària.
L'únic establiment comercial que hi havia el 2009 era una fleca.
L'any 2000 a Mareuil-Caubert hi havia 6 explotacions agrícoles que ocupaven un total de 570 hectàrees.

## Equipaments sanitaris i escolars
L'únic equipament sanitari que hi havia el 2009 era una farmàcia.
El 2009 hi havia una escola elemental.

## Poblacions més properes
El següent diagrama mostra les poblacions més properes.